# Parc d'État de McArthur-Burney Falls Memorial
Le parc d'État de McArthur-Burney Falls Memorial, qui est situé à environ 10 km au nord du Burney, est le second plus ancien parc d'État de Californie. Le parc offre des facilités pour le camping, la pêche, les sports nautiques, la randonnée pédestre et l'équitation. Le parc est principalement connu pour ses chutes d'eau, les Burney Falls, à l'entrée de celui-ci.